# Volvo Original Cup
Volvo Original Cup (VOC) är en tävlingsklass för vanliga, gatregistrerade standardbilar Volvo 240, 740 och 940. Grenarna är rally, racing, backe och racing på is - med samma reglemente. Tanken är att nybörjare ska kunna prova på olika grenar till en inte alltför hög kostnad.
Klassens ursprung Volvo Turbo Cup härrör från tidigt åttiotal, men den egentliga starten av Volvo Original skedde 1989 och 1990 började serierna. VOC har sedan dess blivit en institution i svensk motorsport. Den stora skillnaden mot övriga serier som kommer och går är att reglementet sedan start balanserats för att tillåta modernare Volvobilar men med kravet att gamla bilar skall vara konkurrenskraftiga - något som är närmast unikt i motorsport, där ett chassi sällan håller måttet mer än ett par säsonger, och entypsklasser brukar falna efter 4-5 år. Volvo original har gjort sig känt som en plantskola för yngre lovande förare då de får en möjlighet att tävla på hög nivå och på lika villkor både mot andra unga förare och äldre erfarna förare. Exempel på etablerade förare som startat sin karriär i Volvo Original är bland andra: Patrik Flodin, Daniel Carlsson, Jimmy Joge och Niklas Carlson.
Volvo Personvagnar har stöttat serien från start till 2006 och den står nu på egna ben.
Tanken bakom reglementet är att skapa motorsport för rimliga pengar. Bilarna i Volvo Original Cup är otrimmade, vilket ger låga drifts- och reparationskostnader. Vanligaste tävlingsbilen i klassen är Volvo 240 med B23 E-motor och M45-låda (4-växlad äldre standardväxellåda) och bakaxel från tidigt 1970-tal (med 4:10 i slutväxel). Bilarna kan användas privat mellan tävlingarna (så länge föraren har tävlingslicens, enligt vägtrafikförordningen) så bilarna kan fungera som andrabil, även om det i praktiken förekommer ganska sällan.
Undantaget från regeln att använda inregistrerade bilar finns i SSK Volvo Original Racing enligt Arena-reglementet. Där används icke gatregistrerade bilar. Från och med 2006 används också bilar från klassen S40 Challenge.
Som i alla entypsklasser finns inget som hindrar att man lägger massor av tid och pengar på bilarna, och trots att Volvo Original i första hand är för amatörer så har den lockat till sig rutinerade åkare från hela Sverige. Internationellt körs Nordic West Euro Cup som under 2007 hade deltävlingar i Sverige, Norge, Danmark, Tyskland, Holland och Österrike. Dessa länder har egna Volvo Original-serier.
I januari 2013 bytte klassen namn till VOC Mekonomen Rally.